# گریگور گابریلیانتس
گریگور آرکادی گابریلیانتس (ارمنی: Գրիգոր Արկադիի Գաբրիելյանց؛  زادهٔ ۱۲ مارس ۱۹۳۴) زمین‌شناس، کانی‌شناس اهل ارمنستان است.

## زندگی‌نامه
وی در ۱۲ مارس ۱۹۳۴ در باکو به دنیا آمد و از آکادمی دولتی نفت آذربایجان فارغ‌التحصیل گشت. همچنین برندهٔ جوایزی همچون نشان آنانیا شیراکاتسی ()، نشان برجسته افتخار، نشان پیش‌کسوت کار و جایزه دولتی اتحاد شوروی شده است.

## یادداشت
1. ↑  Երկրաբանա-հանքաբանական գիտությունների դոկտոր
2. ↑  Արդբեջանի պետական նավթային ակադեմիա